# Robbie Ryan
Robbie Ryan é um diretor de fotografia irlandês. Como reconhecimento, foi nomeado ao Óscar 2019 na categoria de Melhor Cinematografia por The Favourite.